# Ariadna javana
Ariadna javana là một loài nhện trong họ Segestriidae.
Loài này thuộc chi Ariadna. Ariadna javana được Wladislaus Kulczynski miêu tả năm 1911.